# Рузвельт, Гилборн Льюис
Гилборн Льюис Рузвельт (англ. Hilborne Lewis Roosevelt; 21 декабря 1849, Манхэттен, Нью-Йорк — 30 декабря 1886) — создатель церковных органов, изобретатель рычажного переключателя телефонного аппарата и член семьи Рузвельт.

## Биография

### Юные годы
Родился в США, в Нью-Йорке. Приходился кузеном двоим президентам США, Теодору Рузвельту и Франклину Рузвельту.
Ещё в юные годы он стал подмастерьем в мастерской по изготовлению церковных органов. Затем он отправился в Европу, чтобы лучше изучить это ремесло.

### Органный мастер
За свою карьеру он создал 358 органов, а в 1869 году в Нью-Йорке продемонстрировал электрический орган собственной конструкции, который считается первым электрическим органом в США.

### Работа в телефонии
Гилборн также занимался телефонией и вёл дела компании Александра Белла в Нью-Йорке. Он также сконструировал рычажный переключатель телефонного аппарата, подал заявку на изобретение в патентное бюро 3 октября 1877 года и получил патент 27 мая 1879 года. Помощник Александра Белла Томас Ватсон тоже работал над рычажным переключателем и оспаривал первенство в его изобретении. Но в ходе судебных разбирательств было решено, что он подал заявку на изобретение на полчаса раньше Ватсона. Впоследствии Гилборн поделился доходами со своих зарубежных патентов. Эдвин Томас Холмс утверждал в своих мемуарах, что создал рычажный переключатель ещё летом 1877 года и использовал на телефонах своей компании, но был слишком занят, чтобы запатентовать это устройство.

### Личная жизнь
Женился на Кэтрин Шиппен (Katherine Shippen) 1 февраля 1883 года. В 1884 году у них родилась дочь, Дороти Квинси Рузвельт (Dorothy Quincy Roosevelt).
Умер в своем доме на Манхеттене 30 декабря 1886 года, в возрасте 37 лет.